# Ponérihouen
Ponérihouen (en paicî Pwäräiriwa) és un municipi francès, situat a la col·lectivitat d'ultramar de Nova Caledònia. El 2009 tenia 2.384 habitants. El punt més alt del municipi és l'Aoupinié (1.006 m).

## Evolució demogràfica
| Població de Ponérihouen (1956-2009) | Població de Ponérihouen (1956-2009) | Població de Ponérihouen (1956-2009) | Població de Ponérihouen (1956-2009) | Població de Ponérihouen (1956-2009) | Població de Ponérihouen (1956-2009) | Població de Ponérihouen (1956-2009) | Població de Ponérihouen (1956-2009) | Població de Ponérihouen (1956-2009) | Població de Ponérihouen (1956-2009) |
| ----------------------------------- | ----------------------------------- | ----------------------------------- | ----------------------------------- | ----------------------------------- | ----------------------------------- | ----------------------------------- | ----------------------------------- | ----------------------------------- | ----------------------------------- |
| Població                            | 1.840                               | 1.853                               | 1.948                               | 2.065                               | 1.932                               | 2.326                               | 2.691                               | 2.726                               | 2.384                               |
| Any                                 | 1956                                | 1963                                | 1969                                | 1976                                | 1983                                | 1989                                | 1996                                | 2004                                | 2009                                |

## Composició ètnica
- Europeus 4,6%
- Canacs 93,5%
- Polinèsics 0,6%
- Altres, 1,3%

## Administració
| Període   | Identitat                 | Partit                |
| --------- | ------------------------- | --------------------- |
| 1961-1971 | Doui Matayo Wetta         | Acció Caledoniana     |
| 1971-1977 | Jacques Lallut            | Acció Caledoniana     |
| 1977-1983 | Théophile Wakolo Pouyé    | URC, després FNSC     |
| 1983-1995 | Jean Baptiste Naaoutchoue | FI, després FLNKS-UPM |
| 1995-2001 | Édouard Menrempon         | FLNKS-UNI-Palika      |
| 2001-     | André Gopoea              | FLNKS-UPM             |